# Crimson Thunder
Crimson Thunder è il quarto album della band svedese di genere heavy metal degli HammerFall pubblicato dalla Nuclear Blast nel 2002.

## Il disco
Uscito nel 2002 dopo l'album Renegade, si dimostra trampolino di rilancio: il singolo Hearts on Fire diventa un tormentone estivo in chiave metal, permettendo alla band di essere consacrata definitivamente. Questo disco, che contiene una cover di Rising Force di Yngwie Malmsteen, è stato pubblicato anche in un'edizione limitata allegato a un fumetto che illustra un'avventura della mascotte della band legata alla copertina dell'album.
Il 15 febbraio 2023 la band annuncia la pubblicazione di una edizione speciale per il ventesimo anniversario dell'album in uscita il 28 aprile 2023 per la Nuclear Blast. L'album contiene le versioni rimasterizzate da Fredrik Nordström dei brani originali, pezzi inediti e alcuni brani acustici.

## Tracce
1. Riders of the Storm (Dronjak/Cans) – 4:34
2. Hearts on Fire (Dronjak/Cans) – 3:51
3. On the Edge of Honour (Dronjak/Cans) – 4:49
4. Crimson Thunder (Dronjak/Cans) – 5:05
5. Lore of the Arcane (Dronjak) – 1:27
6. Trailblazers (Dronjak/Cans) – 4:39
7. Dreams Come True (Dronjak) – 4:02
8. Angel of Mercy (David C. T Chastain) (cover dei Chastain) – 5:38
9. The Unforgiving Blade (Dronjak/Cans) – 3:40
10. In Memoriam (Elmgren) – 4:21
11. Hero's Return (Dronjak/Cans) – 5:23

Bonus track
1. Rising Force (cover di Yngwie Malmsteen) (Bonus track Europa) – 4:30
2. Detroit Rock City (cover dei Kiss) (Bonus track U.S.A.) – 3:56
3. Crazy Nights (cover dei Loudness) (Bonus track Giappone) – 3:42

## Formazione
- Joacim Cans - voce
- Oscar Dronjak - chitarra ritmica
- Stefan Elmgren - chitarra acustica
- Magnus Rosén - basso
- Anders Johansson - batteria